# Zbrudzewo
Zbrudzewo (niem. Oberau)– wieś w Polsce położona w województwie wielkopolskim, w powiecie śremskim, w gminie Śrem. W latach 1975–1998 miejscowość administracyjnie należała do województwa poznańskiego.
Wieś położona 3 km na północ od Śremu przy drodze wojewódzkiej nr 434, drodze do Poznania. Za Zbrudzewem znajduje się skrzyżowanie z drogą powiatową nr 2464 do Świątnik.

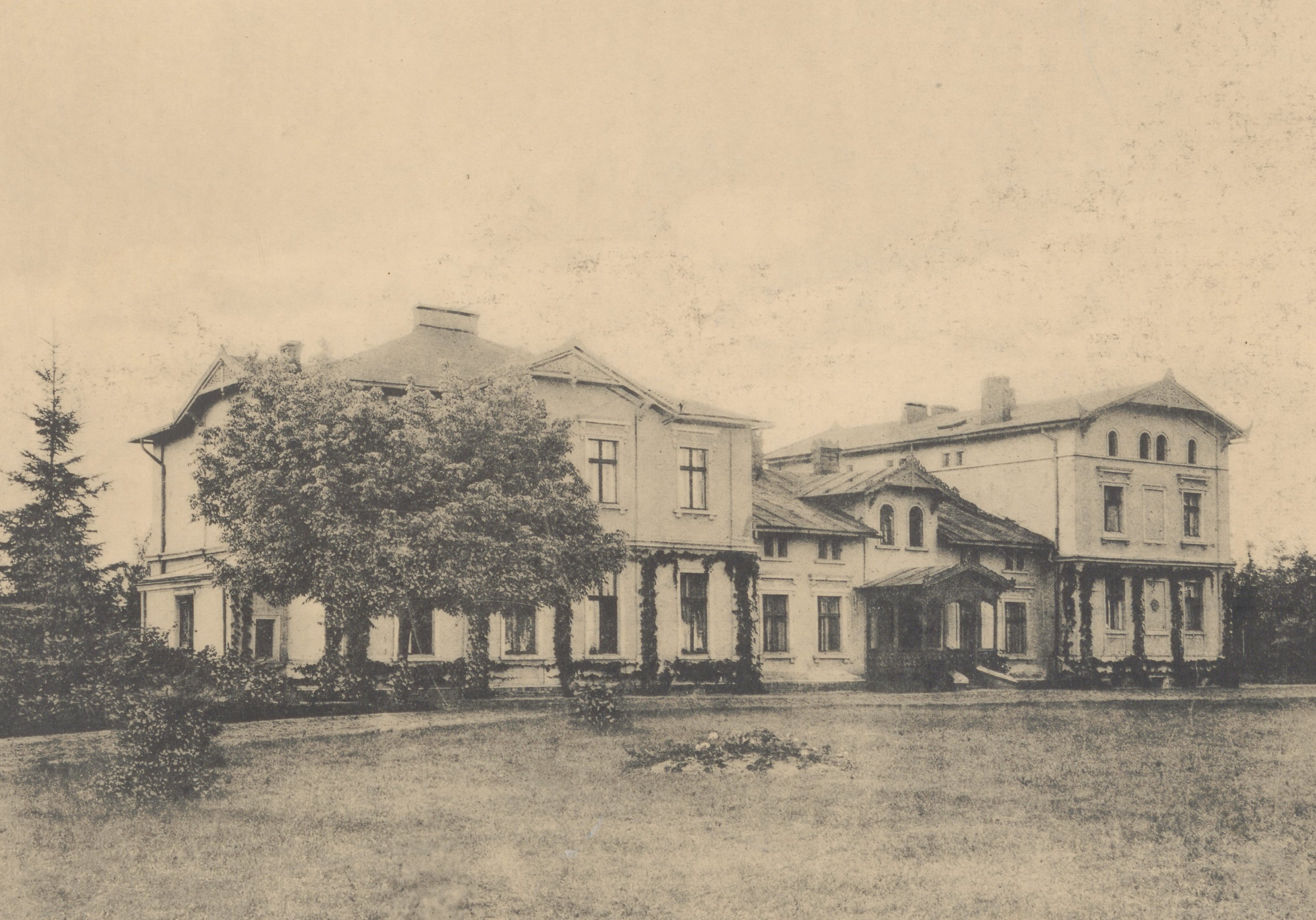
Widok dworu przed 1912

Pierwsze wiadomości w dokumentach o Zbrudzewie pochodzą z 1390 roku. Wieś należała wówczas do Zbrudzewskich, rodu rycerskiego. W 1443 została ulokowana na prawie magdeburskim i sprzedana radzie miasta Śrem. W 1868 na drodze licytacji majątek nabyła Tekla Skrzydlewska z Mechlina. Kolejnymi właścicielami byli Edward Potworowski oraz od 1919 do II wojny światowej Teodor Ossowicki. Tutaj urodził się Tomasz ze Zbrudzewa (1500 - 1567), zwany Łysym, Benedyktyn, tłumacz Biblii na język polski. We wsi tradycją jest coroczny orszak przebierańców, zwanych potocznie kominiarzami, którzy w Poniedziałek Wielkanocny chodzą po wsi, smarując ludzi sadzą.
Urodził się tu Jerzy Ludwik Mieczysław Skrzydlewski (ur. 28 sierpnia 1896 r. - zm. wiosną 1940 w Charkowie) – podpułkownik dyplomowany kawalerii Wojska Polskiego, ofiara zbrodni katyńskiej.
Atrakcjami turystycznymi wsi są:
- Zespół dworsko-folwarczny - w parku krajobrazowym o powierzchni 2,52 ha pomnikowymi klonami zwyczajnymi, dębami szypułkowymi i lipami drobnolistnymi, składa się z dworu z XIX w., rozbudowany w 1920 w boczne skrzydła. Zespół wraz z 4 zagrodami i 4 domami jest zabytkiem znajdującym się w Gminnej Ewidencji Zabytków[5].
- Stara strzelnica - zbudowana przez Bractwo Kurkowe ze Śremu w 1849.
- Pomnik - z 1966 projektu Ryszarda Kasprzaka w miejscu masowej egzekucji z 8 listopada 1939.

W Zbrudzewie w części parku znajduje się Zespół Szkoły Podstawowej i Gimnazjum w budynku z początku XX wieku. W 1971 poszerzono szkołę, a w 2000 rozbudowano salę gimnastyczną. W roku szkolnym 2006/2007 do placówki uczęszczało 162 uczniów. Do świątków przydrożnych we wsi należy figura Matki Boskiej Królowej Polski sprzed II wojny światowej przy drodze do Śremu oraz kapliczka Matki Boskiej Niepokalanie Poczętej.
1 września 2022 roku patronem Szkoły Podstawowej w Zbrudzewie został lekarz, pedagog, pisarz, publicysta i działacz społeczny Janusz Korczak.

## Demografia
Liczba mieszkańców miejscowości w poszczególnych latach:
| Rok  | Ilość mieszkańców |
| ---- | ----------------- |
| 1988 | 542               |
| 2002 | 566               |
| 2009 | 638               |
| 2011 | 634               |
| 2021 | 1126              |